# Corps de garde de Saint-Pair
Le corps de garde de Saint-Pair est un bâtiment à vocation militaire situé dans le département français de la Manche, sur la commune de Granville. 

## Localisation
Le corps de garde est situé à la pointe du Roc.

## Historique
Le corps de garde a été construit au XVIIIe siècle.
L'édifice est inscrit au titre des monuments historiques par arrêté du 27 février 1987.